# Parachanna africana
Parachanna africana är en fiskart som först beskrevs av Steindachner, 1879. Parachanna africana ingår i släktet Afrikanska ormhuvudsfiskar, Parachanna, och familjen Ormhuvudsfiskar, Channidae. IUCN kategoriserar arten globalt som livskraftig. Inga underarter finns listade i Catalogue of Life.